# Cadillac Seville
 (septembre 2012).
Si vous disposez d'ouvrages ou d'articles de référence ou si vous connaissez des sites web de qualité traitant du thème abordé ici, merci de compléter l'article en donnant les références utiles à sa vérifiabilité et en les liant à la section « Notes et références ».
La Cadillac Seville a été fabriquée par Cadillac entre 1975 et 2004 en tant que modèle haut de gamme de plus petite taille. La Cadillac STS lui a succédé.

## Origine du nom
Le nom de "la première petite voiture de Cadillac" a été choisi en raison de la renaissance de LaSalle ou de la préférence du personnel de conception GM, LaScala, principalement parce que, comme noté par le directeur du marketing de GM, Gordon Horsburgh, "il n'y avait pas de négatifs." La suggestion initiale était en fait le nom "Leland", en l'honneur de l'un des fondateurs de la marque, mais elle a été rejetée parce que la plupart des acheteurs ne comprendraient pas la référence et Henry Leland avait également fondé sa rivale, Lincoln.
Des centaines de suggestions ont été examinées: après des recherches minutieuses, LaSalle était le premier choix avec Saint-Moritz loin derrière, suivi plus loin par Seville. Un passé troublé et une prononciation difficile, respectivement, de ces prétendants ont finalement ouvert la voie à la sélection de Seville.
Séville est le nom d'une province espagnole et est sa capitale, réputée pour son histoire et ses trésors d'art et d'architecture. Les maîtres peintres Diego Velázquez et Bartolomé Esteban Murillo étaient originaires de Séville. Le surnom Seville a été utilisé pour la première fois pour désigner une version à toit rigide deux portes de la Cadillac Eldorado de 1956. 1960 était la dernière année modèle pour l'Eldorado Seville, revenant en 1967 mais sous un nom différent.

## 1regénération(1976-1979)
La Seville, présentée en mai 1975 comme un modèle début 1976, fut la réponse de Cadillac à la popularité grandissante de voitures de luxe européennes comme Mercedes-Benz et BMW. Les planificateurs de General Motors étaient de plus en plus préoccupés par le fait que l'image tant vantée de Cadillac comme "the standard of the world" (la norme du monde) s'estompait, notamment chez la jeune génération d'acheteurs de voitures.
Avec le temps, les voitures de luxe européennes étaient devenues assez luxueuses et même plus chères que les plus grandes Cadillac. Comme la part de marché des importations a continué de grimper, il est devenu évident que le paradigme automobile américain traditionnel de "bigger equals better" (plus c'est gros, mieux c'est) tendait à s'effriter. La Seville devint le modèle à la fois le plus petit et le plus cher de la gamme, renversant la stratégie traditionnelle de marketing et de prix de Cadillac.
La Seville fut le premier modèle de Cadillac à être équipé d'un moteur V8 à injection, qui bien que peu fiable était une tentative de la marque de répondre à la crise pétrolière en réduisant la consommation d'essence, le système permettant tout de même de descendre à une consommation moyenne de moins de 15 litres aux cent kilomètres.
Dans l'ensemble, la première génération de Seville a eu beaucoup de succès, mais pas autant qu'espéré par la nouvelle stratégie de General Motors. Les acheteurs ont été rebutés par le prix plus élevé que les modèles standard (qui n'a cessé d'augmenter chaque année pendant les années 1970, à cause de l'inflation). Le modèle n'a pas non plus réussi à attirer le public plus jeune séduit par les modèles européens, qui était la cible principale de la Seville. Une étude plutôt embarrassante des acheteurs de Seville a d'ailleurs montré qu'elle était principalement populaire chez les plus de 50 ans qui voulaient une « Cadillac » mais dans un format plus compacte et maniable que les gros modèles classiques.
La Seville a été fabriquée en Iran sous la marque Cadillac Iran de 1978 à 1987 par Pars Khodro. Au total, 2 653 Cadillac ont été fabriqués en Iran durant cette période.

### Seville Elegante

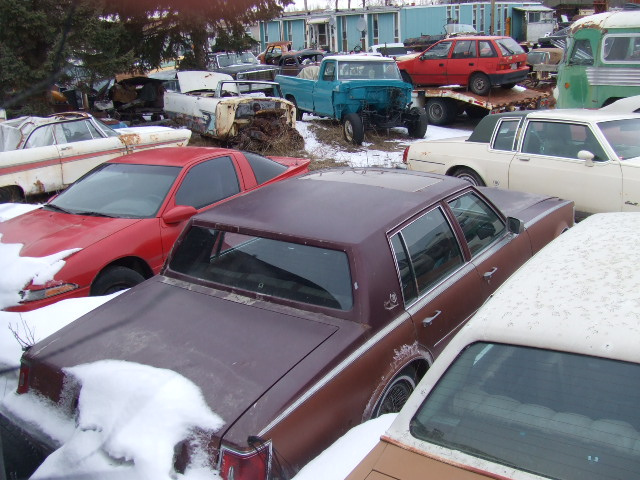
Cadillac Seville Elegante de 1978

De 1978 à la troisième génération en 1988, la Séville était disponible en version Elegante. Elle comportait une combinaison unique de peinture extérieure bicolore noir / argent et des sièges en cuir « perforés » gris clair uniquement. Les véritables roues à rayons étaient standard, de même que de nombreuses autres fonctionnalités optionnelles et / ou indisponibles sur la base de Séville.
En 1979, une deuxième combinaison de couleurs a été ajoutée: une nuance de cuivre bicolore avec un intérieur en cuir assorti. En 1985, pour la deuxième génération de Seville Elegante, une combinaison de peinture monotone est devenue disponible, mais les combinaisons à deux teintes, désormais disponibles dans différentes couleurs, sont restées plus populaires.

### Performance du marché
Dans l'ensemble, la première génération de Seville a connu un certain succès, mais pas le coup de pouce que GM souhaitait en changeant de paradigme. Certains acheteurs ont été aliénés par une Cadillac plus petite ayant un prix plus élevé que les modèles standard plus grands (qui ont augmenté de façon marquée chaque année pendant la fin des années 1970, en proie à l'inflation). La Seville n'a pas non plus réussi à attirer le public plus jeune des acheteurs d'importations, d'autant plus que les marques de luxe ont tendance à se vendre en fonction de la fidélité à la marque plutôt que du prix ou des caractéristiques. Une étude plutôt embarrassante des acheteurs de Seville a démontrer que la voiture était plus populaire auprès des personnes âgées qui voulaient une Cadillac traditionnelle dans un ensemble plus petit et plus maniable.

### Production
| Année | Total  |
| ----- | ------ |
| 1975  | 16 355 |
| 1976  | 43 772 |
| 1977  | 45 060 |
| 1978  | 56 985 |
| 1979  | 53 487 |

### Moteurs
| Année     | Moteur              | Puissance       |
| --------- | ------------------- | --------------- |
| 1975–1979 | 5,7 L Oldsmobile V8 | 182 ch (134 kW) |
| 1978–1979 | 5,7 L LF9 Diesel V8 | 120 ch (88 kW)  |

## 2egénération(1980-1985)
Bien que la première génération de Seville eût beaucoup de succès, elle échoua dans sa mission première : conquérir les jeunes acheteurs. La nouvelle Seville chercha donc à remédier à cet échec, et si son gabarit n'évolua que très peu, conservant le même esprit que le premier modèle (elle s'allongea simplement de 2 cm), elle opta pour un design bien plus audacieux, cherchant à attirer une clientèle "branchée". À la fois moderne et "vintage", avec un avant très long et un coffre "petit" en comparaison, elle prit ses inspirations dans les modèles Cadillac des années 1930 à 1950 et les voitures de luxe britanniques, comme l'emblématique Rolls-Royce Silver Cloud. La stratégie commerciale resta la même, et la Seville conserva le titre de véhicule le plus cher de la marque Cadillac.
Elle comportait une suspension arrière indépendante et était la première voiture américaine à bénéficier d'un moteur diesel de série, même s'il devint une option après la deuxième année de production. La Seville partageait de nombreux points commun avec la Cadillac Eldorado de 9e génération, produite de 1979 à 1985 : un châssis et une motorisation commune, un habitacle similaire et une sellerie identique à partir de 1983. À partir des générations suivantes, ces similarités furent accentuées au point que les Eldorado d'après 85 devinrent de simples versions coupé des Seville.
Le succès fut en demi-teinte, le design original était trop tranché pour trouver son public et les ventes ne décollèrent jamais, se montrant incapables d'égaler celles du modèle précédent.

### Production
| Année | Total  |
| ----- | ------ |
| 1980  | 39 344 |
| 1981  | 28 631 |
| 1982  | 19 998 |
| 1983  | 30 430 |
| 1984  | 39 997 |
| 1985  | 39 755 |

### Moteurs
| Année     | Moteur                  | Puissance       |
| --------- | ----------------------- | --------------- |
| 1980      | 6,0 L L62 Cadillac V8   | 147 ch (108 kW) |
| 1980–1985 | 5,7 L LF9 Diesel V8     | 106 ch (78 kW)  |
| 1980      | 5,7 L L49 Oldsmobile V8 | 182 ch (134 kW) |
| 1981      | 6,0 L L62 V8-6-4 V8     | 147 ch (108 kW) |
| 1981–1982 | 4,1 L LC4 Buick V6      | 127 ch (93 kW)  |
| 1982      | 4,1 L LT8 HT4100 V8     | 127 ch (93 kW)  |
| 1982–1985 | 4,1 L LT8 HT4100 V8     | 137 ch (101 kW) |

## 3egénération(1986-1991)
En 1986, une toute nouvelle carrosserie, beaucoup plus petite, tentait de combiner la netteté angulaire de l’origine Séville avec les bords arrondis de la nouvelle esthétique aérodynamique. La série comportait un V8 transversal entraînant les roues avant. Certains clients traditionnels de Cadillac considéraient que la taille plus petite et le style non traditionnel étaient trop similaires aux voitures secondaires produites par d’autres divisions de GM. La nouvelle Séville est également venue avec une augmentation de prix de 15% par rapport au modèle de 1985.
Le nouveau châssis Seville / Eldorado était doté d'un système de commande de moteur et de transmission avancé, offrant des chiffres de consommation de carburant d'environ 7,8 L/100 km sur autoroute. Le nouveau modèle comportait une première pour une voiture de production mondiale: un système de gestion de moteur informatisé. Le BCM / ECM (module de contrôle du corps / module de contrôle du moteur) a été associé à un tableau de bord électronique utilisant des écrans fluorescents sous vide de haute intensité et a mis à profit le savoir-faire issu de l’acquisition de Hughes Electronics. Avec des ventes bien en deçà des attentes, un rafraîchissement extérieur a été imposé pour l'année modèle 1988. Il s’agissait de la dernière génération à proposer un lifting annuel des calandres.
La grande nouvelle pour 1988 a été l'introduction de la Seville Touring Sedan (STS), équipée de la suspension FE2 touring. Elle comportait des jantes en alliage spéciales de 15 pouces, des ressorts améliorés, une barre stabilisatrice arrière, un rapport de braquage de 15,6: 1 pour une maniabilité accrue, un emblème monté sur la calandre, un cache-serrure de coffre en cloisonné et un intérieur unique de quatre places. La production de la berline Seville Touring s’élevait à 1 499 unités en 1988. Les premières STS ont été construites sur mesure par Cars and Concepts et annoncés au Grand Prix de Detroit l'année 1988. Ces modèles initiaux étaient disponibles pour les personnalités de General Motors, de la division Cadillac, de certains actionnaires importants et pour une courte liste de dignitaires. Une étiquette spéciale a été apposée sur le coin inférieur de la porte avant côté conducteur, l'identifiant comme l'une des STS d'origine.
En 1989, les premières STS de production régulière ont été vendus en tant qu'"édition limitée" avec code d'option YP6. Les caractéristiques du modèle de 1988 ont été reportées avec l’ajout d’un ensemble de suspensions qui a été ré accordé pour une direction plus précise et une sensation plus ferme de la route. Les fonctionnalités incluent des sièges en cuir ultra-doux en bois de hêtre cousus à la main, un freinage antiblocage, une suspension de tourisme, un rapport de démultiplication de 3,3:1, jantes en alliage d'aluminium de 15 pouces et pneus Goodyear Eagle GT4 blackwall.
Les caractéristiques supplémentaires de la STS étaient les suivantes : calandre avec couronne et emblème encastrés, garde-boue avant de conducteur modifié avec éclairage de virage déplacé vers le carénage avant et moniteurs de phares retirés, carrosseries de pare-neige et de carrosserie assorties de la couleur de la carrosserie à l'avant droite, pochette de licence d'exportation noir mat avec bourrelet brillant, amortisseurs avant noirs et inserts verticaux pare-chocs arrière, couleur de carrosserie assortie, rétroviseurs extérieurs assortis à la couleur de la carrosserie avec un patch noir, réflexes arrière modifiés (à partir d'Eldorado), feux arrière exportés avec tricolore européen lentilles de style, une plaque signalétique STS sur le couvercle de coffre et un couvercle de verrouillage du couvercle de pont cloisonné exclusif à la STS.
L’intérieur de la STS était doté d’un siège avant à réglage électrique en 12 directions, d’appuie-tête à siège articulé à la main, d’un accoudoir central avec cassette et console de rangement pour les pièces et les coupelles garnies de cuir ultraplat, de poches pour cartes en filet, de sièges baquets avec appuie-tête intégrés, d'une console centrale et compartiment de rangement arrière, panneaux de garniture de porte avant et arrière gainés de cuir, sangles de tirage de porte et de porte aériennes, appliques en bois véritable loupe d'orme lustré sur les panneaux de garniture de porte et les plaques de commutateur, le coussinet et la barre d'avertissement, le tableau de bord et les faces avant et arrière consoles, un tapis de sol Beechwood Thaxton et une doublure de couvercle de coffre en tissu tara portant le logo STS. Les autres caractéristiques standard de la STS étaient les suivantes : serrures de porte automatiques, rétroviseurs de courtoisie éclairés des côtés conducteur et passager, système d’entrée éclairée, désembueur de lunette arrière, un système antivol et tapis de coffre.
Seules 4 couleurs extérieures étaient disponibles pour la STS cette année: Blanc diamant, Sable noir, Saphir noir, ou rouge carmin. 1,893 berlines Séville Touring (STS) ont été produites pour l'année du modèle 1989. Les premiers modèles étaient des restes de la série Cars et Concepts de l'année de production 1988 avec l'autocollant spécial situé dans la partie inférieure, à l'intérieur de la porte du conducteur. Celles-ci ont été produites avant décembre 1988 pour l'année de production 1989 et sont rares. Les 6 derniers chiffres de ces numéros d'identification de véhicule seraient inférieurs à 808000. Comme pour le modèle 1988, une étiquette spéciale de 3,25 "x 2", chromée noire / argentée, a été apposée sur la partie inférieure intérieure de la portière avant du conducteur, identifiant comme l'une des STS d'origine.

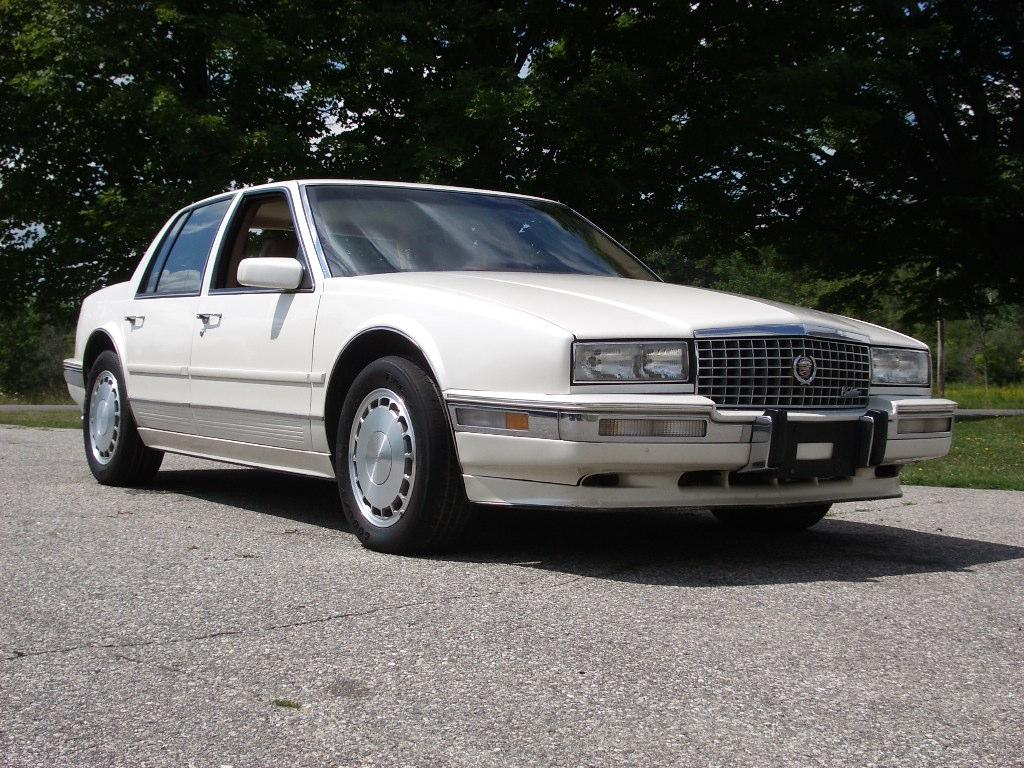
Cadillac Seville de 1990

En 1990, la Séville s'est dotée d'un nouveau système d'injection qui porte la puissance à 180 chevaux DIN. Les feux de position avant n'étaient plus montés dans l'aile sur aucune Cadillac, mais la STS a encore été modifié. De nouveaux fascias couleur de carrosserie sur les côtés et à l'arrière donnaient à la voiture un look plus sportif et plus agressif. Également ajoutés, un échappement double avec sorties inox brillantes, un script STS plus volumineux, un système de freinage antiblocage Teves standard avec disques à l'arrière et des jantes en alliage de 16 pouces finies à la machine sur des pneus Goodyear Eagle GT + 4. Un airbag latéral conducteur a également été ajouté à la Séville et à la STS. Alors que le moteur était identique à celui utilisé dans les modèles Seville classiques, la transmission avait un rapport de transmission final spécial de 3.33:1 pour une meilleure accélération. La STS de 1990 a également reçu sa propre désignation de carrosserie, 6KY69, et les prix ont commencé à 36 320 $. En 1990, la production de la STS s’élevait à 2 811 véhicules.
Il n'y a eu aucun changement de carrosserie en 1991 mais il y a eu un nouveau V8 de 4,9 litres sous le capot couplé à une transmission à commande électronique 4T60E. Le nouveau V8 n’utilisait plus le système d'injection secondaire et des améliorations supplémentaires apportées en interne ont porté la puissance à 200 chevaux DIN. Le seul changement apporté à la STS a été le retrait des sièges baquets arrière pour un banc pleine largeur et de nouveaux sièges avant dotés de coussins latéraux plus larges empruntés de l'année précédente à l'Eldorado Touring Coupé. 2 206 ont été produits.

### Production
| Année | Seville | Seville STS | Total  |
| ----- | ------- | ----------- | ------ |
| 1986  | 19 098  | N/A         | 19 098 |
| 1987  | 18 578  | N/A         | 18 578 |
| 1988  | 21 469  | 1 499       | 22 968 |
| 1989  | 20 422  | 1 893       | 22 909 |
| 1990  | 31 235  | 2 811       | 33 128 |
| 1991  | 24 225  | 2 206       | 26 431 |

### Moteurs
| Année     | Moteur            | Puissance       |
| --------- | ----------------- | --------------- |
| 1986–1987 | LT8 HT4100 V8     | 132 ch (97 kW)  |
| 1988–1989 | HT4500 V8         | 157 ch (116 kW) |
| 1990      | LW2 HT4500 SFI V8 | 182 ch (134 kW) |
| 1991      | L26 HT4900 SFI V8 | 203 ch (149 kW) |

## 4egénération(1992-1997)
En 1992, Cadillac a dévoilé une nouvelle Séville à l’arrière européen. La Seville Touring Sedan a été élue voiture de l'année par le magazine Motor Trend. Elle a également figuré dans la liste des 10 meilleurs du magazine Car and Driver cette année-là. La Seville STS a adopté les éléments stylistiques du concept-car Cadillac Voyage de 1988.
L’édition limitée de 1993 du système Northstar, comprenant le V8 en aluminium 32 soupapes et une nouvelle suspension arrière à bras de suspension de longueur inégale à la STS, a permis à Séville d’augmenter ses ventes. La suspension arrière comportait auparavant un seul ressort à lames transversal comme la Chevrolet Corvette. L'empattement montait à 2 800 mm avec une longueur totale de 5 180 mm.
La Seville a été déclinée en deux sous-modèles:
- La Seville Luxury Sedan (SLS) a commencé avec le V8 4,9 L HT-4900, mais elle a reçu un V8 Northstar de 274 ch (200 kW) en 1994.
- La Sedan Touring Sedan (STS) a également démarré avec la 4,9 L HT-4900 en 1992 mais a été améliorée pour passer à la L37 Northstar de 299 ch (220 kW) en 1993.

Le 0 à 100 km/h est réalisé en 7,4 secondes pour le SLS et 6,9 secondes pour la STS. Les essuie-glaces à détection de pluie, appelés RainSense, étaient standard sur la STS. Les prix de base des deux modèles ont culminé en 1996 à 42 995 USD (70 694 USD en dollars courants) pour la SLS et à 47 495 USD (78 093 USD en dollars courants) pour la STS, mais le marché de plus en plus concurrentiel des voitures de luxe a entraîné une réduction des prix en 1997.
Pour l'année modèle 1997, la Cadillac Catera nouvellement lancée a succédé à la Séville en tant que plus petite voiture de Cadillac.
Paulie Walnuts utilise une Seville grise de 1996 equipée avec un klaxon musical jouant les premières notes du thème du Parrain dans Les Soprano.

### Production
| Année | Total (SLS et STS) |
| ----- | ------------------ |
| 1992  | 43 953             |
| 1993  | 37 239             |
| 1994  | 46 713             |
| 1995  | 38 931             |
| 1996  | 38 238             |
| 1997  | 42 117             |

### Moteurs
| Modèle                      | Année     | Moteur                 | Puissance                      | Couple                 |
| --------------------------- | --------- | ---------------------- | ------------------------------ | ---------------------- |
| Seville Luxury Sedan (SLS)  | 1992–1993 | 4,9 L HT-4900 V8       | 203 ch (149 kW)                | 373 N m                |
| Seville Luxury Sedan (SLS)  | 1994      | 4,6 L LD8 Northstar V8 | 274 ch (201 kW)                | 407 N m                |
| Seville Luxury Sedan (SLS)  | 1995–1997 | 4,6 L LD8 Northstar V8 | 279 ch (205 kW)                | 407 N m                |
| Seville Touring Sedan (STS) | 1992      | 4,9 L HT-4900 V8       | 203 ch (149 kW)                | 373 N m                |
| Seville Touring Sedan (STS) | 1993      | 4,6 L L37 Northstar V8 | 299 ch (220 kW)                | 393 N m                |
| Seville Touring Sedan (STS) | 1994–1997 | 4,6 L L37 Northstar V8 | 304 ch (224 kW) à 6 000 tr/min | 400 N m à 4 400 tr/min |

## 5egénération(1998-2004)
La Seville a été actualisée en 1998 et construite sur la plate-forme G de GM; Cependant, GM a choisi de continuer à s'y référer en tant que plate-forme K. C’était la première Cadillac lancée avec un numéro de réception européen en Europe, le Royaume-Uni d’abord, puis l’Allemagne, la Belgique, la France, l’Espagne, l’Italie, la Finlande et d’autres marchés. Toutes les Sevilles à moteur transversal ont été construites à Hamtramck dans le Michigan.
L'empattement a été prolongé à 2 850 mm, mais sa longueur totale a été légèrement réduite à 5 100 mm. La voiture ressemblait au modèle de la quatrième génération, mais comportait de nombreuses améliorations en matière de suspension et de maniabilité. La Seville STS (et son compagnon Eldorado ETC) est devenue la plus puissante voiture à traction avant du marché, avec une puissance de 300 ch (224 kW). Le modèle STS effectue le 0 et 100 km/h en seulement 6,4 secondes et affiche un temps de 14,8 secondes pour le 400 mètres.
La cinquième génération de Séville a été la première Cadillac à avoir été conçue avec une conduite à gauche et à droite, devenant la première Cadillac moderne à être officiellement vendue sur un marché avec conduite à droite; le Royaume-Uni. Les modèles vendus au Japon y étaient avec conduites à gauche. Dans le passé, les Cadillac à conduite à droite étaient construites à partir de kits CKD ou de kits de conversion spéciaux livrés pour conversion locale.
En outre, cette Séville avait deux longueurs: une pour le marché américain et une pour le marché d'exportation, à savoir l'Europe. La version exportatrice avait des pare-chocs plus minces pour ramener la longueur à moins de cinq mètres, car certains pays imposent des taxes plus élevées pour les voitures particulières de plus de cinq mètres.
En janvier 2002, la Seville STS a reçu un nouveau système de suspension adaptative MagneRide. Bien que le nouveau système MagneRide soit standard sur les modèles Seville STS, il n’était pas disponible pour les modèles Seville SLS.
La production du STS Seville a pris fin le 16 mai 2003. La production du SLS de Séville a pris fin le 4 décembre 2003, sept mois plus tard. En 2004, seul le modèle Seville SLS était disponible à l’achat. Le nom du modèle de Séville a été abandonné en 2005 et remplacé par la Cadillac STS.

### Moteurs
| Modèle | Année     | Moteur                 | Puissance                      | Couple                 |
| ------ | --------- | ---------------------- | ------------------------------ | ---------------------- |
| STS    | 1998–2003 | 4,6 L L37 Northstar V8 | 304 ch (224 kW) à 6 000 tr/min | 405 N m à 4 400 tr/min |
| SLS    | 1998–2004 | 4,6 L LD8 Northstar V8 | 279 ch (283 kW) à 5 600 tr/min | 300 N m à 4 000 tr/min |

### Ventes aux États-Unis
| Année | Ventes |
| ----- | ------ |
| 1998  | 39 009 |
| 1999  | 33 532 |
| 2000  | 29 535 |
| 2001  | 25 290 |
| 2002  | 21 494 |
| 2003  | 18 747 |
| 2004  | 3 386  |
| 2005  | 137    |